# 주차 브레이크

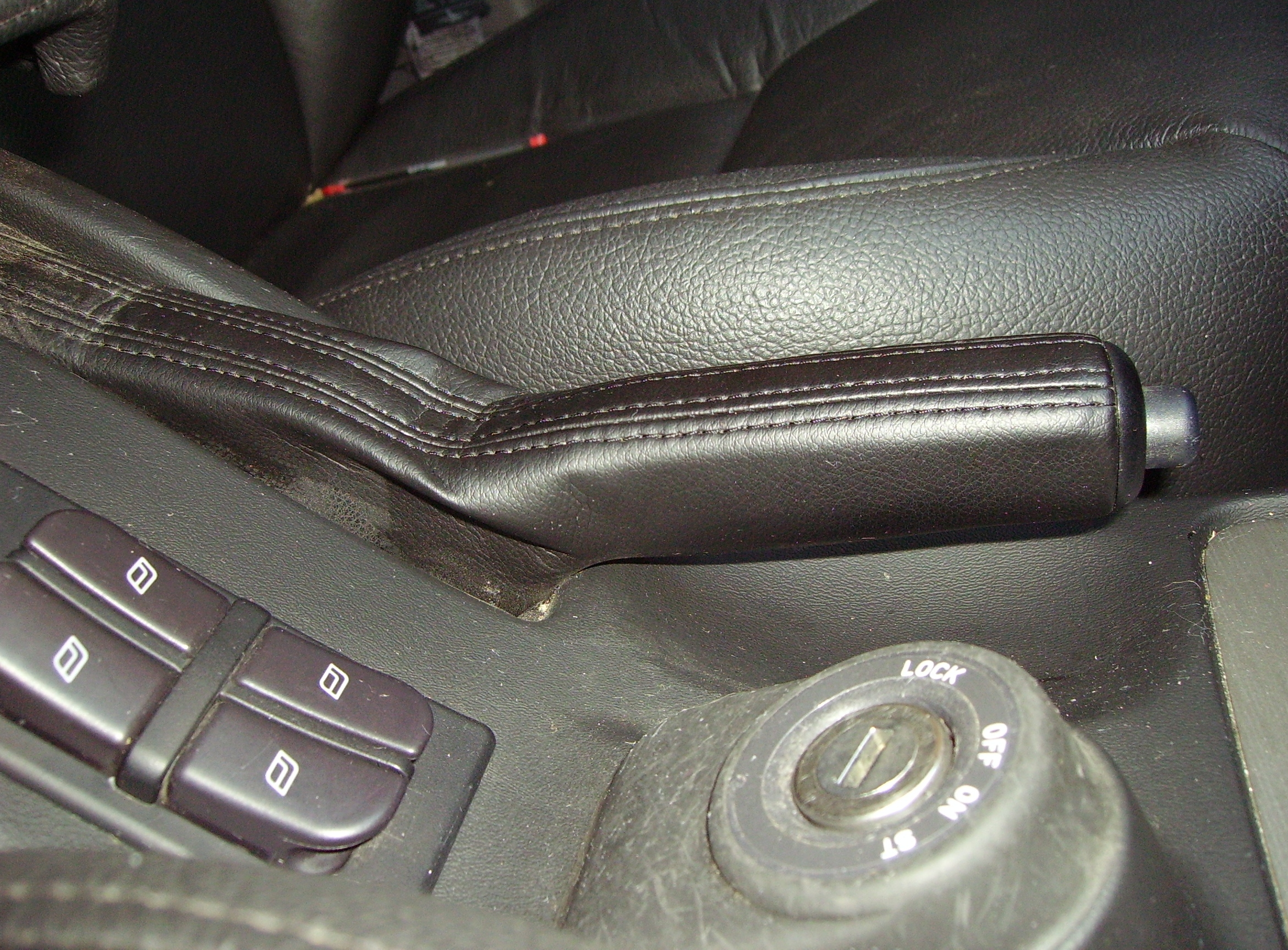
사브 9-5의 파킹 브레이크

주차 브레이크(parking brake)또는 사이드 브레이크(일본어식 영어: side brake)는 주차할 때 차량을 움직이지 않게 해주는 제동장치이다. 비상 상황으로 인한 긴급 제동시에 사용되기도 한다.
주차 브레이크는 이륜으로 연결되는 와이어로프로 구성되어 있으며, 풀링 매커니즘에 연결된다. 대부분의 차량에서 주차 브레이크는 후륜에서 채워지며, 주차 브레이크가 채워져 있는 동안에는 정지 마찰력이 감소된다.

## 개요
소형 차량의 경우, 주차 브레이크는 원래 긴급 제동(예를 들어 풋 브레이크가 유압을 소실하거나 기타 기능 이상으로 인해 완전히 고장이 난 경우)을 목적으로 고안되었다.

## 종류

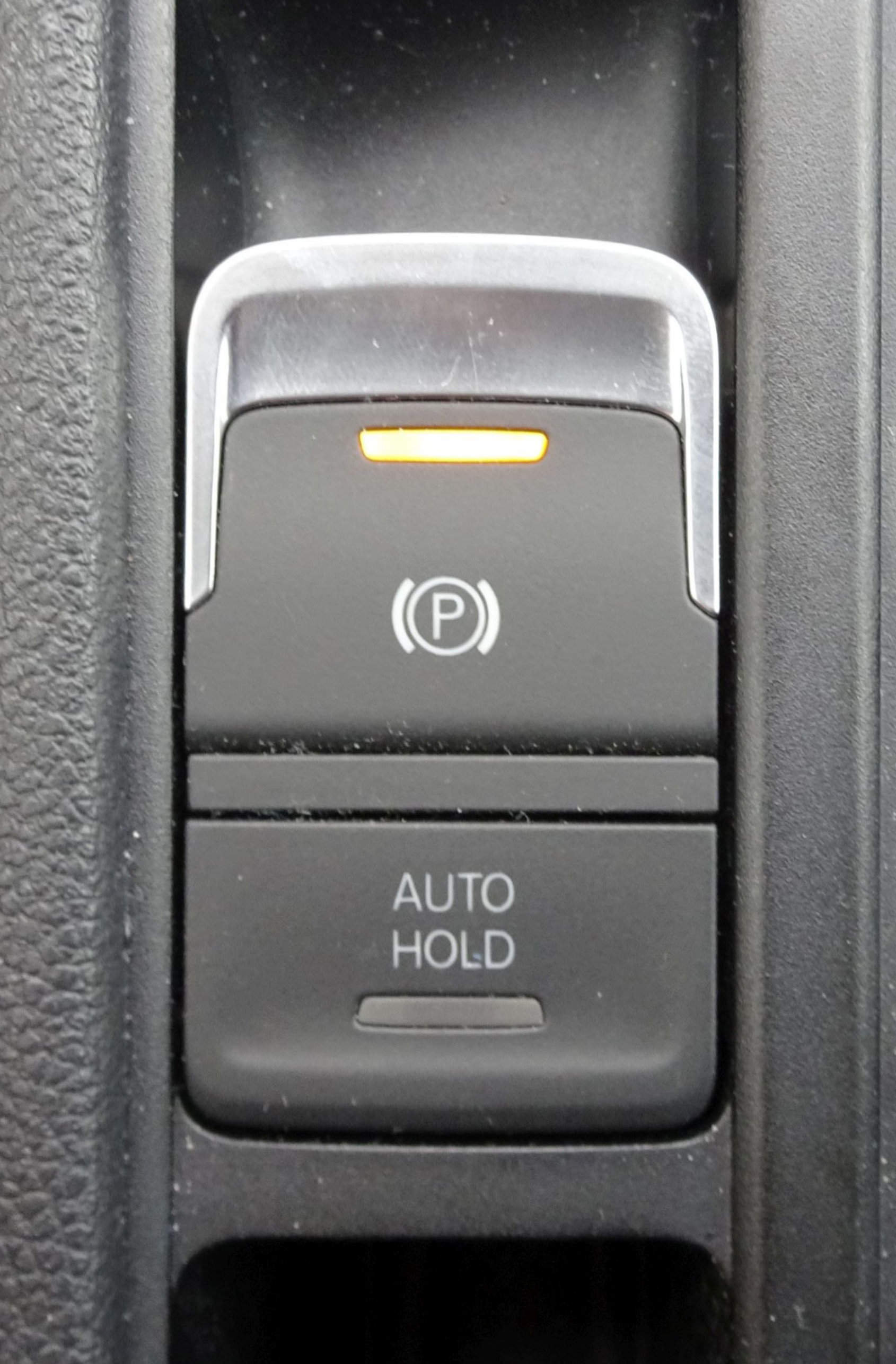
폭스바겐 투란의 전자식 주차 브레이크

- 핸드(수동식) 주차 브레이크 : 일반적으로 많이 볼 수 있는 방식으로, 손으로 당기면 주차 브레이크가 체결되고 상단 끄트머리 버튼을 누른 상태에서 레버를 내리면 해제된다. 생산 단가가 적게 들어가며, 기계식이다. 중형급 미만의 승용차와 소형 상용차에 많이 사용된다.
- 케이블 파킹식 : 운전석 아래쪽에 장착되어 있는 방식으로, 당기면 체결, 해제 시에는 손잡이 버튼을 누르는 방식으로, 1970~1990년대에 생산되었던 트럭, 버스 토요타 코로나 모델에 적용되었다. 대한민국에서 생산된 차량들 중에서는 2세대 현대 마이티 더블캡을 마지막으로 더 이상 장착되지 않는다. 주차된 상태에서도 저절로 해제되는 고장이 잦아서, 현재는 사용하지 않는다.
- 풋(족동식, 페달식) 주차 브레이크 : 발로 밟아서 주차 브레이크를 작동시키는 방식으로, 본래는 중형급 이상의 고급 승용차에 많이 사용되어 왔으나 최근에는 캐스퍼나 레이 등의 경차에도 페달식을 이용한다. 위치는 브레이크 페달의 왼쪽에 있으며, 핸드(수동식) 주차 브레이크하고 같은 기계식이다. 체결은 해당 페달을 밟아서 하지만 주차브레이크를 해제 시에는 차종마다 차이가 있는데, 인스트루먼트 패널(계기판)부에 별도의 해제용 레버가 있는 차량은 해당 레버를 당겨서 주차 브레이크를 해제하지만, 별도의 해제용 레버가 없는 차종은 주차할 때 밟았던 주차 브레이크 페달을 다시 밟아서 해제한다. 수동식보다 조작이 간편하지만, 계기판에 표시등이 뜨기 전까지는 체결 여부의 확인이 어렵고 초보자에게는 조작이 어려울 수 있다.
- 일렉트로닉(전자식) 주차 브레이크 : EPB라는 약칭으로 표기한다. 차량이 정지 상태에 있을 때 자동으로 작동되는 주차 브레이크인데, 기어 레버를 P레인지에서 다른 레인지로 변경하면 자동으로 해제되며, 다시 P레인지로 변경하면 자동으로 체결된다. 하지만 전자식이라 생산 단가가 많이 들어가는 단점이 있다. 대부분 오토홀드 기능과 같이 장착되지만, 3세대 쉐보레 콜로라도같이 EPB가 장착되어도 오토홀드가 없는 경우가 있다.
- 에어 브레이크 : 주로 트럭이나 버스같은 대형 상용차에 많이 사용되며, 공기가 빠지는 소리와 함께 주차 브레이크가 체결된다. 초기에는 원형 레버를 누르거나 당겨서 작동하고, 해제할 때는 반대로 당기거나 눌러서 작동했다. 2000년대 들어서 점차 버저 방식에서 그래듀얼식으로 변경되고 있으며, 그래듀얼식 레버를 뒤쪽으로 젖혀서 주차 브레이크를 작동시키고 앞쪽으로 젖혀서 주차 브레이크를 해제한다.